# 1534 год в науке
В 1534 году произошли различные научные и технологические события, некоторые из которых представлены ниже.

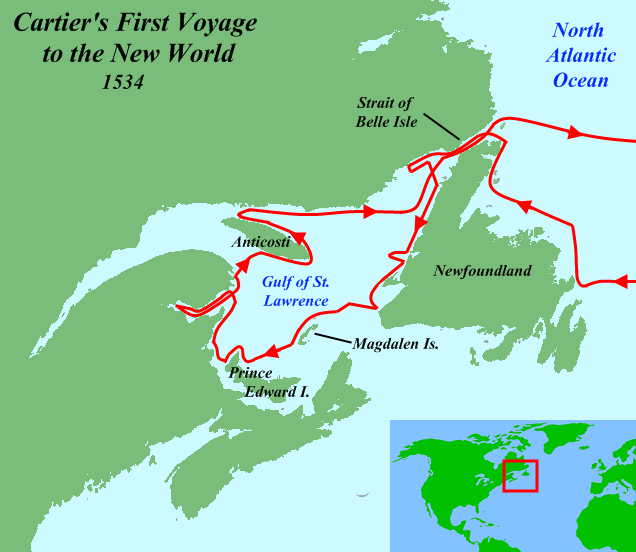
Маршрут экспедиции Картье 1534 г.

## События
- 20 апреля—5 сентября — Экспедиция Жака Картье в поисках Северного морского прохода в Индию исследовала берега открытого ею Ньюфаундленда и залив Святого Лаврентия[1].

## Публикации
- Оронций Финеус: «Quadrans astrolabicus, omnibus Europae regionibus inserviens. Ex recenti & emendata ipsius authoris recognitione in ampliorem. ac longè fideliorem redactus descriptionem».
- Петер Апиан: «Primi Mobilis Instrumentum», трактат по тригонометрии, с приложением таблицы синусов.
- Джироламо Фракасторо «Di Vini Temperatura».

## Родились
См. также: Категория:Родившиеся в 1534 году
- 6 ноября – Иоахим Камерарий Младший, немецкий гуманист, врач и ботаник, создатель первого ботанического сада в Нюрнберге (умер в 1598 году).
- год рождения приблизителен — Волхер Койтер, нидерландский анатом, один из основоположников эмбриологии (умер в 1576 году).

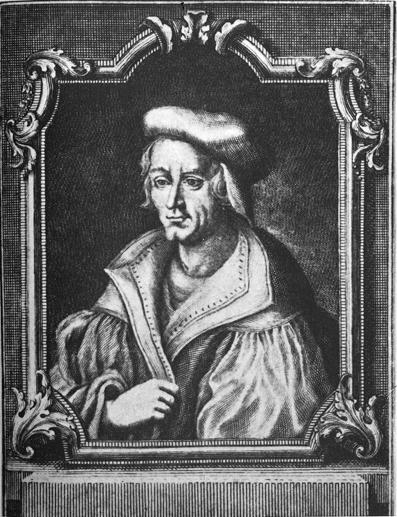
Отто Брунфельс, «отец ботаники»

## Скончались
См. также: Категория:Умершие в 1534 году
- 23 декабря — Отто Брунфельс, немецкий ботаник (род. в 1488 году).